# ناو کلاس بایان
کروزر کلاس بایان (به انگلیسی: Bayan-class cruiser) یک کلاس از کشتی است که طول آن 449 ft (137 m) می‌باشد.